# Derzsi Kovács Ferenc
Derzsi Kovács Ferenc (Székelyudvarhely, 1857. november 10. –  Szentes, 1941. november 20.) természetrajz, vegytan, földrajz szakos középiskolai tanár, szaktárgyai mellett ének-zenét is oktatott. A szentesi pedagógia történetének egyik kiemelkedő alakja volt. Fia, Jenő méltó követője lett apjának úgy a szentesi gimnázium katedráján, mint a város kulturális és tudományos életében.

## Gyermek és ifjúkora
A történelmi és kulturális emlékekben gazdag településen, Székelyföld hagyományos központjában Székelyudvarhelyen született. Ez a körülmény egész életén keresztül meghatározta gondolkodását, s büszkén vallotta magát a városka szülöttének.
Édesapja Derzsi János, édesanyja László Veronika volt. Kisgyermekkorának emlékeit memoár formájában írta meg. Gyermeki jelleme ellenpontja volt későbbi önmagának, a komoly, korrekt, lelkiismeretes viselkedéséről ismertté vált Derzsi tanár úrnak. Az 1930-as években írt és kézirat-töredékekben ránk maradt emlékezései jól tükrözik a már idős pedagógus stílusát, visszafogott székely humorát is.
Rövidnadrágos, buksi fejű kislegény voltam én akkortájt. Napsugaras lélekkel, gondtalan hancúroztam reggeltől estig, szakadatlan csínytevéseken törve a fejem. Alig akadt olyan nap, hogy a rendfenntartó szülői hatalommal összeütközésbe ne kerültem volna! Hol a ház tetején járkáltam, alattam persze összetöredeztek a tető cserepei, hol a csordajárásról békésen hazaballagó tehenek oldalába lőttem nyilakat, erős kézzel fegyelmeztem meg a környékbeli kósza macskákat, saját találmányú parittyáim pedig a szomszéd házak ablakaira váltak végzetessé. A szüleim a fegyelmezési eszközök egész skáláját kipróbálták már rajtam, a szép szótól a nádpálcáig, de az én élénk, túlcsorduló kedvemet bizony nem bírták semmi módon gátak közé szorítani…
Ami a szülőknek nem sikerült megtette azt az iskola. Az új környezet, a szigorú, de emberséges tanító és a tudományok nagy hatást gyakoroltak a kis Ferencre. Az elemi iskolát és a gimnáziumot Székelyudvarhely ősi református intézményében, a Bethlen kollégiumban végezte el. Osztálytársa és barátja volt a későbbi jeles író, Benedek Elek. 1877-ben érettségizett kitűnő eredménnyel. Már ezekben az években megmutatkozott zenei tehetsége, melyet tanárai is elismertek: 8. osztályos gimnazistaként 3. osztályosokat tanított ének-zene tantárgyból.
Egyetemi tanulmányait Kolozsváron kezdte 1877 őszén. Utolsó vizsgáit 1883-ban tette le, minden tantárgyból dicsérettel. Még ugyanebben az évben hozzáfogott doktori disszertációjának elkészítéséhez, de mikor édesanyja megbetegedett abbahagyta kutatásait és hazautazott.

## A tanári pályán
A friss diplomás fiatal Derzsinek egykori gimnáziumában ajánlottak állást, amit a biztos megélhetés érdekében elfogadott, ám a következő évben pályázatot nyújtott be a szentesi reálgimnázium rendes tanári állására. Huszonegy jelentkező közül a szentesi iskolaszék őt választotta, így 1884 szeptemberében Szentesre költözött. 1888 augusztusában megnősült, a helyi gimnázium igazgatójának, Zolnay Károlynak leányát, Zolnay Vilmát vette feleségül.
Tanítói pályafutása során az elméleti ismeretek elsajátítását összekapcsolta a szemléltető oktatással: gazdaggá fejlesztette a kémiai és természetrajzi gyűjteményt, az iskolaépület előtti udvaron botanikus kertet rendezett be, s tanulmányi kirándulás keretében a diákok százait vitte el az ország különböző tájaira. Mindezek mellett gyermekkorában szerzett ének és zenetudását folyamatosan gyarapította és kamatoztatta. Négy hangszeren játszott: szájharmonikán, tangóharmonikán, gitáron és hegedűn. 1890-ben megalapította a gimnázium ifjúsági zenekarát. Fiatal kollégája, a zenetanár dr. Aranyi Gábor szerint „félelmes tudásánál … csak szerénysége volt nagyobb.”
1915-ben 58 évesen vonult nyugdíjba. Ez alkalomból az intézet értesítőjében szép és adat gazdag írás jelent meg, mely egyben a tanár úr pedagógiai jellemrajzát is adja:
Azok közé az igazán kiváló egyéniségek közé tartozik, akik a lehető legegyszerűbb eszközökkel mindig érdeklődést tudnak kelteni tárgyuk iránt, akik nem csak ésszel, hanem szívvel is dolgoznak, akiknek fegyvertárából hiányzik a visszataszító ridegség és minden tettükből a jóakaró szeretet energiája sugárzik ki, amely bizalmat kelt, szerető ragaszkodást ébreszt a tanuló lelkében is.

## Közéleti szereplései

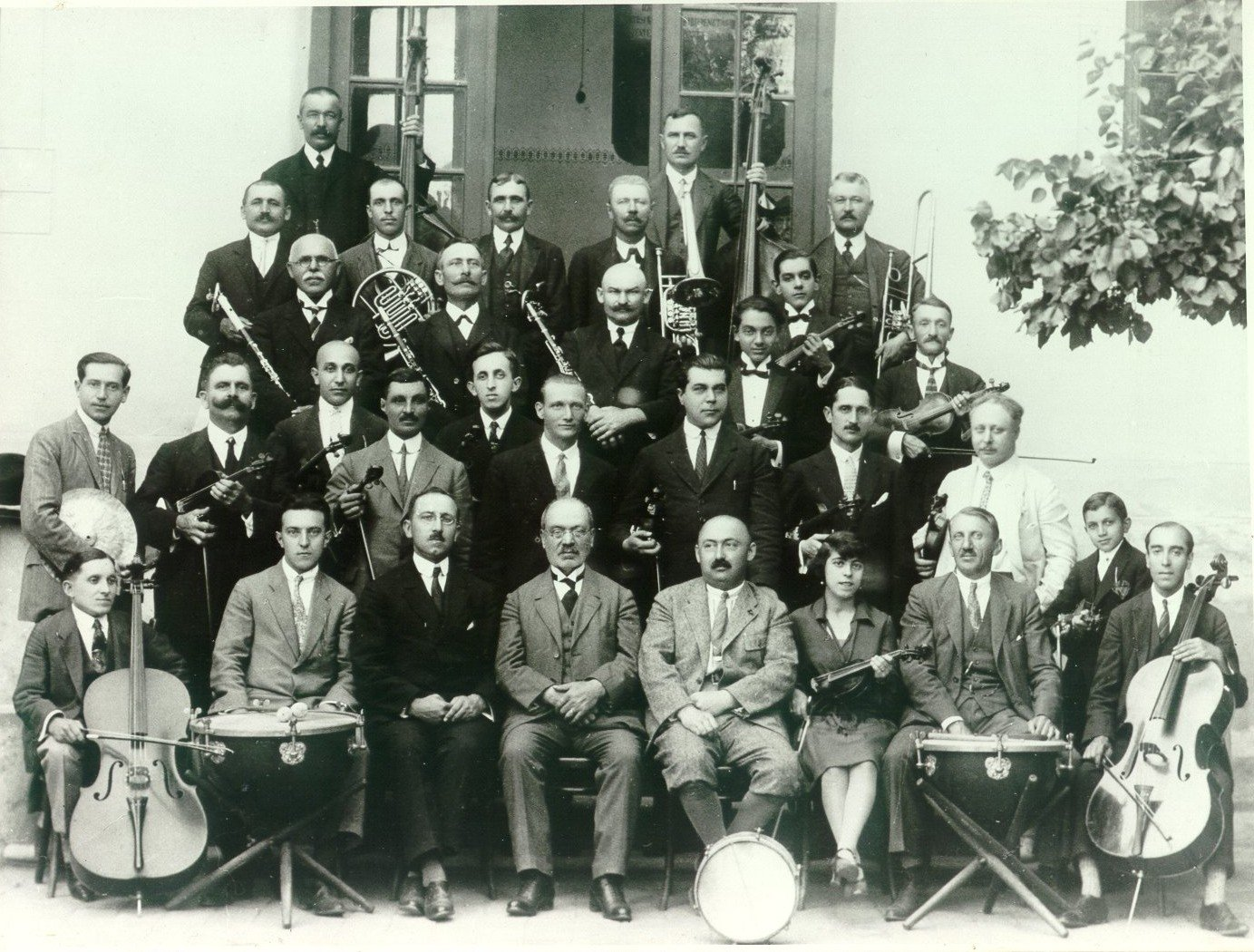
A Szentesi Kultúr Egyesület zenekara az 1920-as évek végén. (Középen Derzsi Kovács Ferenc ül, jobbján a fia, Jenő)

A társadalmi életben is természetéhez híven, zajtalan, de annál eredményesebb és gyakran sok munkát kívánó tevékenységet fejtett ki, s ezen a téren nyugdíjasként is aktív maradt. Közéleti szereplései bizonyítják társadalmi megbecsülését, rátermettségét. Főbb tisztségei: alapítója és főtitkára volt a Csongrádmegyei Történelmi és Régészeti Egyesületnek, alapítója és pénztárosa a Vöröskereszt szentesi fiókjának, presbitere és tiszteletbeli főgondnoka a szentesi református nagytemplomi gyülekezetnek, alelnöke a Szentesi Kultúr Egyesületnek és elnöke a Filharmonikus szakosztálynak, elnöke volt továbbá a külterületi elemi iskolák gondnokságának és szervezője a Népfőiskolai tanfolyamoknak.

## Publikációs tevékenysége
Mindezen elfoglaltságai mellett rendszeresen írt. A Magyar Ifjúság Lapjá-ba szaktárgyainak körébe vágó cikkeket küldött, az Erdély-ben kirándulásait ismertette, de a Szentesi Hírlap, a Csongrádmegyei Hírlap és a Szentesi Napló is közölte esszéit, memoárjait. Sok írásában művelődéstörténeti kérdéseket boncolgat, székely származása okán írt a székely népszokásokról, népművészetről, más cikkei természettudományos aktualitásokról, egészségügyi kérdésekről szólnak. Apróbb cikkeit Amatőr írói néven jelentette meg. Tagja volt a Magyar Városok Monográfiája sorozaton belül Szentes címmel 1928-ban megjelent könyv szerkesztőgárdájának. Ebben a szentesi tanyai iskolákról, a népművelésről, valamint a város zenetörténetéről írt fejezeteket.
Hagyatékát a Koszta József Múzeum őrzi.

### Jelentősebb cikkei a szentesi sajtóban
- A filharmonikus zenekar kálvária járása. Szentesi Hírlap 1930. márc. 19.
- "Ismerek egy édes, ah árva anyát". Szentesi Hírlap 1930. ápr. 20.
- A menekült szobor missziója. Szentesi Hírlap 1930. dec. 25.
- Tükördarabok. Szentesi Hírlap 1931. dec. 25.
- Hiábavaló beszéd. Szentesi Hírlap 1932. dec. 25.[15]
- Régi húsvéti szokások a Székelyföldön. Szentesi Hírlap 1933. ápr. 16.
- Karácsony. Szentesi Hírlap 1933. dec. 24.
- Hogy is volt csak akkor? Csongrádmegyei Hírlap 1935. dec. 25.
- Régi magyar asszonyok.  Csongrádmegyei Hírlap 1936. ápr. 12.
- Szinfoltok emlékeimből. Csongrádmegyei Hírlap 1936. dec. 25.
- Magyar női ruhaviselet a XVII. Század elején. A református papnék öltözete a békés-bánáti egyházmegyében. Csongrádmegyei Hírlap 1937. jún. 27.
- Milyennek képzelték régen a jövő háborúját. Csongrádmegyei Hírlap 1937. júl. 18.
- Amerikai földi mogyoró. Csongrádmegyei Hírlap 1937. nov. 7.
- Hű volt mindhalálig. Csongrádmegyei Hírlap 1937. dec. 25.
- Vitapric és egyebek. Csongrádmegyei Hírlap 1938. jan. 23.
- Az édes jó anya. Szentesi Napló 1939. dec. 24.
- A cellulóze. Szentesi Napló 1940. márc. 24.
- Babonásak vagyunk. Szentesi Napló 1940. dec. 25.
- A fekete gyémánt karrierje. Szentesi Napló 1941. ápr. 13.

### A Szentes c. monográfiában megjelent írásai[16]
- Tanyai iskolák, népiskolai tanfolyam, ismeretterjesztő tanfolyam, középiskolák. 191-203. o.
- A zenei élet ébredése, Joó Károly és társai. 222-225. o.
- Szentes kiváló férfiainak arcképcsarnoka. 231-242. o.

## Emlékezete
A gimnáziumban apósával, Zolnay Károllyal és fiával közös dombormű emlékeztet az intézmény egykori nagy pedagógus egyéniségeire. A relief Vígh László (1957-2016) alkotása.
Családi síremléke Szentesen a Szeder temetőben található.

## Róla szóló irodalom
- Derzsi Kovács Ferenc. i. m. A Szentesi M. Kir. Állami Főgimnázium Értesítője 1915-1916. Szentes, 1916. 6-8. o. (e-Könyvtár Szentes)
- Járay Imre: Derzsi Kovács Ferenc. i. m. A Szentesi M. Kir. Állami Horváth Mihály Gimnázium Évkönyve. 1941-1942. Szentes, 1942. 3. o. (e-Könyvtár Szentes)
- Aranyi Gábor: Derzsi Kovács Ferenc. Szentes, 1985
- Labádi Lajos: Szentnek tartotta hivatását – 70 éve hunyt el Derzsi Kovács Ferenc gimnáziumi tanár. In: Szentesi Élet 2011.12.02. (e-Könyvtár Szentes)